# Thomas Martin Lowry
Thomas Martin Lowry, angleški fizikalni kemik, * 26. oktober 1874, † 2. november 1936.
Leta 1923 je istočasno in neodvisno od danskega kemika Johannesa Nicolausa Brønsteda razvil teorijo kislin in baz, ki jo danes imenujemo po obeh Brønsted–Lowryjeva teorija kislin in baz.
Lowry je bil član Kraljeve družbe, soustanovitelj in v letih 1928–1930 predsednik Faradayjeve družbe in član Reda britanskega imperija.

## Življenjepis
Lowry je bil rojen v kornijski družini kot drugi sin duhovnika E.P. Lowryja. Šolal se je v Kingswood School v Bathu in nato v Central Technical College v Južnem Kensingtonu, kjer je sklenil postati kemik. Kemijo je študiral pri angleškem kemiku Henryju Edwardu Armstrongu, katerega je zanimala predvsem organska kemija, vendar je preučeval tudi obnašanje ionov v vodnih raztopinah. Lowry je bil od leta 1896 do 1913 njegov asistent. Leta 1906 je postal docent kemije na Westminster Training College. Leta 1912 je odšel na Guy's Hospital Medical School, dokler ni leta 1913 postal vodja kemijskega oddelka in prvi profesor kemije na londonski Medical School. Leta 1914 je bil izvoljen za člana Kraljeve družbe.  Od leta 1920 do smrti leta 1936 je bil predstojnik katedre za fizikalno kemijo na Univerzi v Cambridgeu.
Od ustanovitve Faradayeve družbe leta 1903 je bi njen aktiven član in od leta 1928 do 1930 njen predsednik. Za zasluge med prvo svetovno vojno je bil odlikovan z Redom britanskega imperija in Redom sv. Mavricija in sv. Lazarja. 

## Raziskave
Leta 1898 je Lowry opazil, da se optična aktivnost nitro-d-kafre s časom spreminja in pojav imenoval mutarotacija. Preučeval je spremembe v optični aktivnosti, ki jih povzročijo kislo in bazično katalizirane reakcije kafrinih derivatov. Raziskave so leta 1923 privedle do njegove protonske definicije kislin in baz. Neodvisno in sočasno je enako definicijo postavil tudi danski kemik Johannes Nicolaus Brønsted. Njuni zaključki so zdaj znani kot  Brønsted–Lowryjeva teorija kislin in baz. 
Lowry je objavil nekaj sto strokovnih člankov in več knjig. Njegova monografija o optični aktivnosti (Optical Rotatory Power), objavljena leta 1935, je bila dolgo časa standardno delo na tem področju.